# Kaľamenová
Kaľamenová (Hongaars: Turóckelemenfalva) is een Slowaakse gemeente in de regio Žilina, en maakt deel uit van het district Turčianske Teplice.
Kaľamenová telt 83 inwoners.